# فيكتوريا سانشيز
فيكتوريا سانشيز هي ممثلة كندية، ولدت في 24 يناير 1976 بجزر الكناري في إسبانيا.

## وصلات خارجية
- فيكتوريا سانشيز على موقع IMDb (الإنجليزية)
- فيكتوريا سانشيز على موقع قاعدة بيانات الفيلم (الإنجليزية)